# 14121 Stüwe
(14121) Stüwe, denumire internațională (14121) Stuwe, este un asteroid din centura principală de asteroizi.

## Descriere
14121 Stüwe este un asteroid din centura principală de asteroizi. A fost descoperit pe 27 august 1998 la Stația Anderson Mesa în cadrul programului LONEOS. Asteroidul prezintă o orbită caracterizată de o semiaxă mare de 2,23 ua, o excentricitate de 0,17 și o înclinație de 4,0° în raport cu ecliptica.